# St. James (Míchigan)
St. James es un lugar designado por el censo ubicado en el condado de Charlevoix en el estado estadounidense de Míchigan. En el Censo de 2010 tenía una población de 205 habitantes y una densidad poblacional de 76,7 personas por km².

## Geografía
St. James se encuentra ubicado en las coordenadas 45°44′34″N 85°31′48″O / 45.74278, -85.53000. Según la Oficina del Censo de los Estados Unidos, St. James tiene una superficie total de 2.67 km², de la cual 2.67 km² corresponden a tierra firme y (0.29%) 0.01 km² es agua.

## Demografía
Según el censo de 2010, había 205 personas residiendo en St. James. La densidad de población era de 76,7 hab./km². De los 205 habitantes, St. James estaba compuesto por el 95.12% blancos, el 0% eran afroamericanos, el 4.39% eran amerindios, el 0% eran asiáticos, el 0% eran isleños del Pacífico, el 0% eran de otras razas y el 0.49% pertenecían a dos o más razas. Del total de la población el 0.49% eran hispanos o latinos de cualquier raza.